# Муров закон
Муров закон гласи да се снага рачунара удвостручује приближно сваких 18-24 месеца. Добио је име по Гордону Муру (Gordon Moore) једном од оснивача „Intela“, на чијим се предвиђањима и заснива.
Производња микропроцесора прати ову законитост од 1965. године, када је чланак објављен у Електроникс магазину (Electronics). Уколико узмемо 1973. годину за почетну тачку у развоју микропроцесора (Intel 8008 -први „озбиљнији“ процесор - 1972. године), до 2008. године прошло је 35 година тј. 420 месеци, тако да се број транзистора на чипу удвостручио 23 пута тј. број транзистора се повећао 8.388.608 пута.